# Miller Creek (Lamar River)
Der Miller Creek ist ein etwa 22 km langer, rechter Nebenfluss des Lamar River im Nordwesten des US-Bundesstaates Wyoming. Er fließt auf seiner gesamten Länge durch den Yellowstone-Nationalpark.

## Verlauf
Der Miller Creek entspringt an der Bootjack Gap an der Nordostgrenze des Yellowstone-Nationalparks in den nördlichen Absaroka Mountains auf einer Höhe von etwa 2890 m, nördlich des Parker Peak und nordwestlich des Hoodoo Mountain. Er fließt zunächst nach Westen und erhält zahlreiche namenlose Nebenflüsse. Der Miller Creek fließt durch ein langgestrecktes Tal nördlich des Saddle Mountain und verläuft in leicht mäandrierendem Verlauf durch ein Sumpfgebiet. Der Fluss wendet sich bald nach Westnordwesten und wird kurz vor seiner Mündung vom Lamar River Trail durchquert. Nach etwa 22 km mündet der Miller Creek auf einer Höhe von 2120 m in den hier nach Nordwesten fließenden Lamar River. Der gesamte Flussverlauf befindet sich im Park County. Der Miller Creek Trail sowie flussaufwärts der Bootjack Gap Trail folgen einem Großteil des Flussverlaufs.

## Hydrologie
Der Miller Creek ist als Nebenfluss des Lamar River Teil des Einzugsgebietes des Yellowstone River, der über Missouri und Mississippi in den Golf von Mexiko entwässert. Das Einzugsgebiet des Miller Creek umfasst ein Areal von etwa 101 km² und grenzt an die Einzugsgebiete von Crandall Creek im Osten, Lamar River im Süden und Westen sowie Calfee Creek im Norden.

## Belege
1. ↑  Miller Creek. In: Geographic Names Information System. United States Geological Survey, United States Department of the Interior (englisch).